# Live in New York City (DVD de Natasha Bedingfield)
Live in New York City es un DVD por la cantante británica Natasha Bedingfield, lanzado el 21 de noviembre de 2006. El DVD muestra su concierto en el Teatro Nokia Times Square en Nueva York el 8 de junio de 2006.

## Lista de canciones
1. "If You're Gonna..."
2. "Frogs and Princes"
3. "These Words"
4. "We're all Mad"
5. "I Bruise Easily"
6. "Drop Me in the Middle"/"I'm a Bomb"
7. "Peace of Me"
8. "The Scientist"
9. "Size Matters"
10. "Silent Movie"
11. "Single"
12. "Wild Horses"
13. "Unwritten"